# 마일 챔피언십

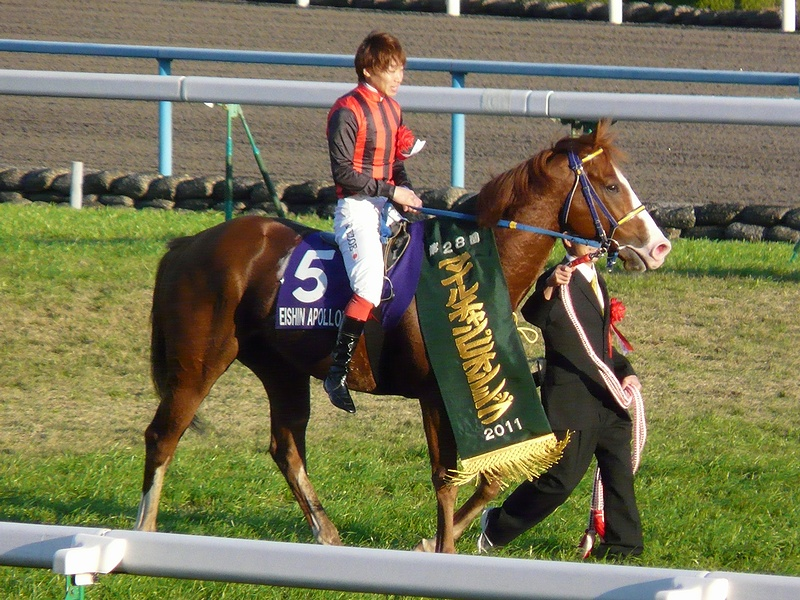
제28회(2011년) 우승마 엘리신 아폴론

마일 챔피언십(Mile Championship)은 11월 교토 경마장의 잔디밭에서 1,600m(약 1마일)의 거리를 달리는 3세 이상 서러브레드를 위한 일본의 국제 1등급 평마 경주이다. 1984년에 처음 운행됐다.
전통적으로 재팬 레이싱에서는 홍콩 마일의 스텝 경주로 간주된다. 특히 2006년 한신컵(2급 1400m)이 도입되기 전 일본 레이싱 시즌의 마일 거리 마지막 등급 대회로 우승자나 준우승자 대부분이 추가 상금을 노리기 위해 홍콩으로 떠나게 됐다. 당시 해트트릭까지 유일한 일본인 우승자를 포함한다.